# Sławomir Dutkiewicz
Sławomir Aleksander Dutkiewicz (ur. 1947, zm. 26 listopada 2015) – polski chirurg-urolog, profesor nauk medycznych.

## Życiorys
Był absolwentem Akademii Medycznej w Warszawie, w 1985 obronił pracę doktorską, w 1998 habilitował się na podstawie pracy zatytułowanej Badania nad określeniem czynników warunkujących wybór leczenia farmakologicznego lub chirurgicznego u chorych na łagodny rozrost stercza. W 2013 uzyskał tytuł profesora nauk medycznych.
Pracował w Centralnym Szpitalu Klinicznym MSWiA i na Uniwersytecie Jana Kochanowskiego w Kielcach.

## Odznaczenia
- Srebrny Krzyż Zasługi (2012)[5]